# Flughafen Gjögur

i8
i11
i13

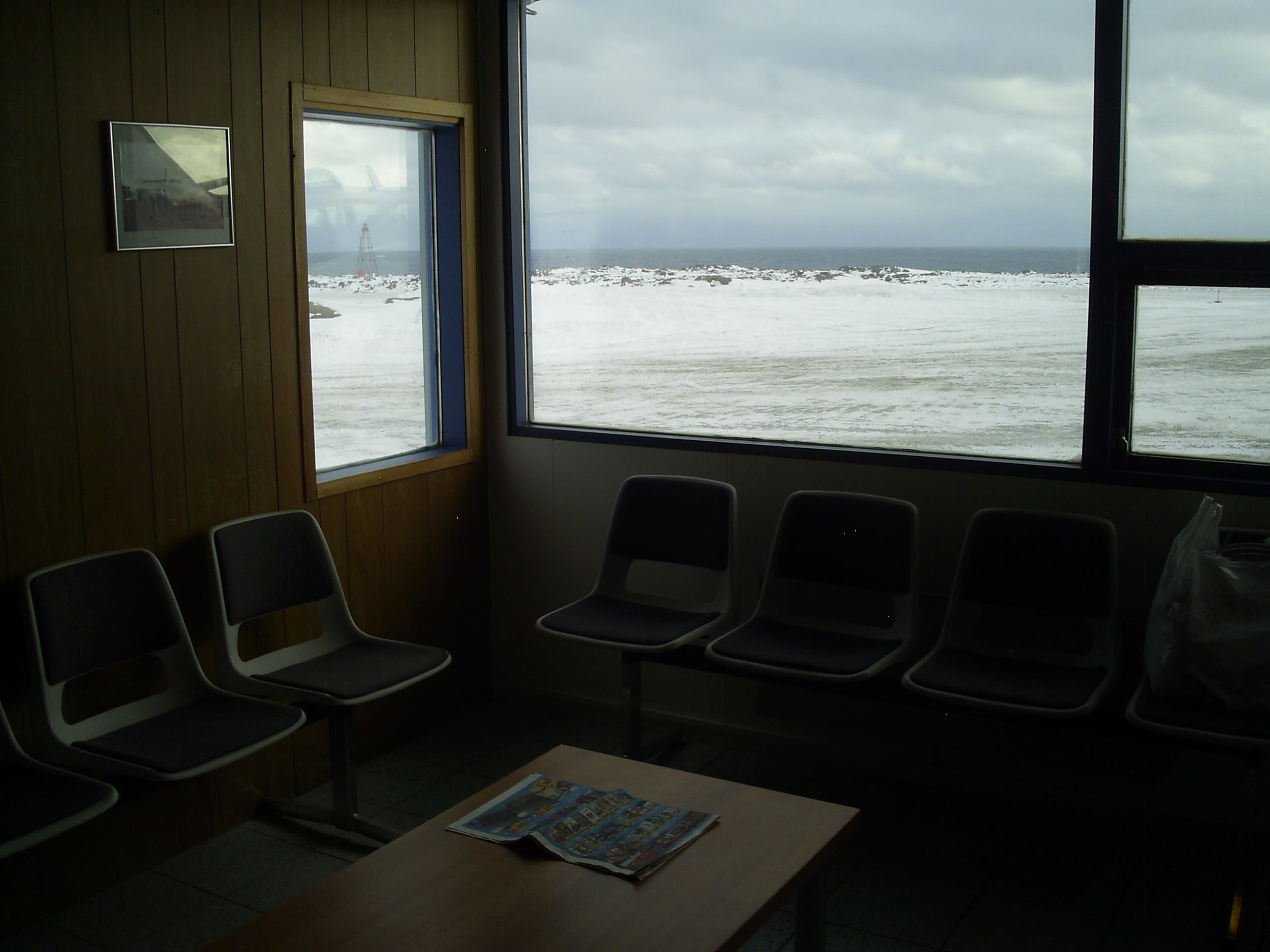
Terminal des Flughafens Gjögur mit Blick auf das Rollfeld

Der Flughafen Gjögur (IATA-Code: GJR, ICAO-Code: BIGJ) liegt in den Westfjorden von Island.
Der Flugplatz in der Gemeinde Árnes liegt an der Küste der Húnaflói-Bucht.
Der Flughafen wird zeitweise von einem AFIS-Controller betrieben und ist nur für Flüge der Norlandair geöffnet.
Der Flughafen Gjögur ist sehr wichtig für die lokale Bevölkerung. Im Winter ist die Flugverbindung die einzige Möglichkeit, die Region zu erreichen, da die Straße unpassierbar ist. Die isländische Regierung führt diese Flüge durch, um die Bevölkerung mit Nahrungsmitteln und weiteren Dingen zu versorgen und auch um Passagiere zu transportieren. Norlandair ist die einzige Fluggesellschaft, welche diese Region anfliegt.

## Fluggesellschaften und Flugziele
| Fluggesellschaft | Flugziele |
| ---------------- | --------- |
| Norlandair       | Reykjavík |